# Robin Hood Aviation
Robin Hood Aviation var ett flygbolag baserat i Graz, Österrike. Flygbolaget hade dagliga linjer från Graz till Stuttgart och Zürich. Bolagets callsign var Sherwood efter Sherwoodskogen där Robin Hood levde. Bolaget stängdes år 2011.

## Destinationer
- Österrike
  - Graz (Graz flygplats)
  - Klagenfurt (Klagenflurt Airport)
- Tyskland
  - Stuttgart (Stuttgart Airport)
- Schweiz
  - Zürich (Zürich Airport)

## Flotta
I december 2008 såg Robin Hood Aviation ut så här:
- 2 Saab 340
- 1 Cessna 525 CitationJet
- 1 Beechcraft B200 King Air